# Corythopis de Delalande
Corythopis delalandi
Espèce
Statut de conservation UICN

 LC  : Préoccupation mineure
Le Corythopis de Delalande (Corythopis delalandi) est une espèce de passereau de la famille des Tyrannidae. Il est nommé ainsi en honneur à Pierre Antoine Delalande (1787 - 1823), naturaliste et explorateur français.

## Distribution et habitat
Cet oiseau vit au sud du Brésil, à l'est de la Bolivie et du Paraguay et au nord-est de l'Argentine. Il vit dans les forêts humides de plaine.